# ナント・アトランティック空港
ナント・アトランティック空港（フランス語: Aéroport Nantes Atlantique、英語: Nantes Atlantique Airport）は、フランスのナントにある国際空港。ナントの中心部から南西8キロメートルの地点にあるブゲネおよびサンテニャン＝グランリューに所在している。2014年には415万7284人が利用した。

## 歴史
1928年に現在の敷地の一部に軍用飛行場として開設され、1936年から1937年にかけてル・ウエスト国有航空機製造社（フランス語: Société Nationale de Constructions Aéronautiques de l'Ouest）によってMS406等の軍用機を製作する工場が建設された。
第二次世界大戦中にはナチス・ドイツ時代のドイツ空軍によって占領されるまで、イギリス空軍の基地として使用されたが、ドイツ空軍占領後はイギリス国内を爆撃する拠点として使われることになった。
戦後、再びフランス空軍が使用することになり戦時中破壊された航空機工場も再建された。以降はカラベルやボートゥール等といった航空機が製造された。1954年から1960年にかけて新しいターミナルや滑走路の拡張などが行われ、空港としての設備を充実させていった。
2011年にヴァンシ・エアポートとナント商工会議所らのコンソーシアムによる運営に移行。建設が予定されたグラン・ウエスト空港への移管と当空港の閉鎖が計画されていたが、ZADによる反対運動が展開され、新空港計画は2018年に凍結された。

## 施設
旅客ターミナルと貨物ターミナルがある。またエアバスのナント工場は旅客ターミナルに近い場所にある。

## 就航航空会社
| 航空会社                                      | 就航地 |
| --------------------------------------------- | --- |
| エーゲ航空                                    | 季節運航：アテネ、コルフ、イラクリオン、カラマタ（2016年6月4日より運航開始） |
| エアリンガス                                  | 季節運航：ダブリン |
| エールフランス                                | パリ（ド・ゴール） |
| エールフランス オップ!が運航                  | アムステルダム、パリ（オルリー） |
| エア・トランザット                            | 季節運航：モントリオール（トルドー） |
| BMIリージョナル                               | 季節運航：ブリストル |
| シティジェット                                | ロンドン（シティ） コーク（2016年6月19日より運航開始） |
| イージージェット                              | ロンドン（ガトウィック）、リスボン（2016年4月15日より運航開始）、リヨン、ニース、ポルト、ローマ（フィウミチーノ）、トゥールーズ 季節運航：ブリストル（2016年3月28日より運航開始）、リバプール |
| イージージェット・スイス                      | バーセル・ミュールーズ、ジュネーヴ |
| ヨーロッパ・エアポスト                        | 季節運航：アジャクシオ |
| Flybe                                         | マンチェスター、サウサンプトン |
| オップ!                                       | ボルドー、ブリュッセル、デュッセルドルフ、リール、リヨン、ミラノ（マルペンサ）、マルセイユ、モンペリエ、ニース、ストラスブール、トゥールーズ 季節運航：カルヴィ、フィガリ |
| イベリア・エクスプレス                        | マドリード（バラハス） |
| イベリア・リージョナル エア・ノストラムが運航 | マドリード（バラハス） |
| ジェットエアフライ                            | 季節運航：アガディール、マラケシュ |
| ヌーベルエア                                  | ジェルバ、チュニス 季節運航：モナスティル |
| ロイヤル・エア・モロッコ                      | カサブランカ、マラケシュ(2025年10月10日より運航再開予定) |
| ライアンエア                                  | ダブリン、フェズ、マルセイユ |
| サンエクスプレス                              | 季節運航：アンタルヤ、イズミル |
| TAPポルトガル航空 ポルトガリア航空が運航      | リスボン |
| トランサヴィア・フランス                      | ベルリン（テーゲル）、ファロ（2016年4月1日より運航開始）、フンシャル、リスボン、マドリード（バラハス）、マラケシュ、ポルト、ヴェネツィア（マルコポーロ） 季節運航：アテネ、ジェルバ、イラクリオン、マルタ、モナスティル、パルマ・デ・マヨルカ、サントリーニ、セビリア |
| チュニスエア                                  | ジェルバ、チュニス |
| ボロテア                                      | フエルテベントゥラ、グランカナリア、モンペリエ、ストラスブール、ヴェネツィア（マルコポーロ）、テネリフェ・スール 季節運航：アジャクシオ、アリカンテ（2016年4月2日より運航開始）、バスティア、コルフ（2016年4月2日より運航開始）、ドゥブロヴニク（2016年4月2日より運航開始）、ファロ（2016年4月3日より運航開始）、フィガリ、グルノーブル、イビサ、マラガ、ミュンヘン、ナポリ、オルビア、パレルモ、パルマ・デ・マヨルカ、ペルピニャン、ピサ、プラハ、スプリト、バレンシア |
| ブエリング航空                                | アリカンテ（2015年12月21日より運航開始）、バルセロナ、ローマ（フィウミチーノ） 季節運航：マラガ、セビリア、パルマ・デ・マヨルカ |
| XLエアウェイズ・フランス                      | 季節運航：プンタ・カナ |

## アクセス

### バス
ナント市内へは20分で到達できる。平日は20分毎、土曜日・休日は30分毎の運行になっている。